# Plagiomima euethes
Plagiomima euethes là một loài ruồi trong họ Tachinidae.